# Potager (métier)
Pour les articles homonymes, voir Potager.
Potager, cuisinier-potager ou encore officier potager est celui qui prépare les potages à la Bouche du roi de France.
Louis XV aimait tant les légumes que les potagers déclinèrent les soupes en plusieurs variétés et c'est à cette époque qu'apparurent les potages, les crèmes, les veloutés ou encore les consommés. C'est d'ailleurs sous son impulsion qu'est créé le potager du Roi à Versailles.